# Топхане (фонтан)

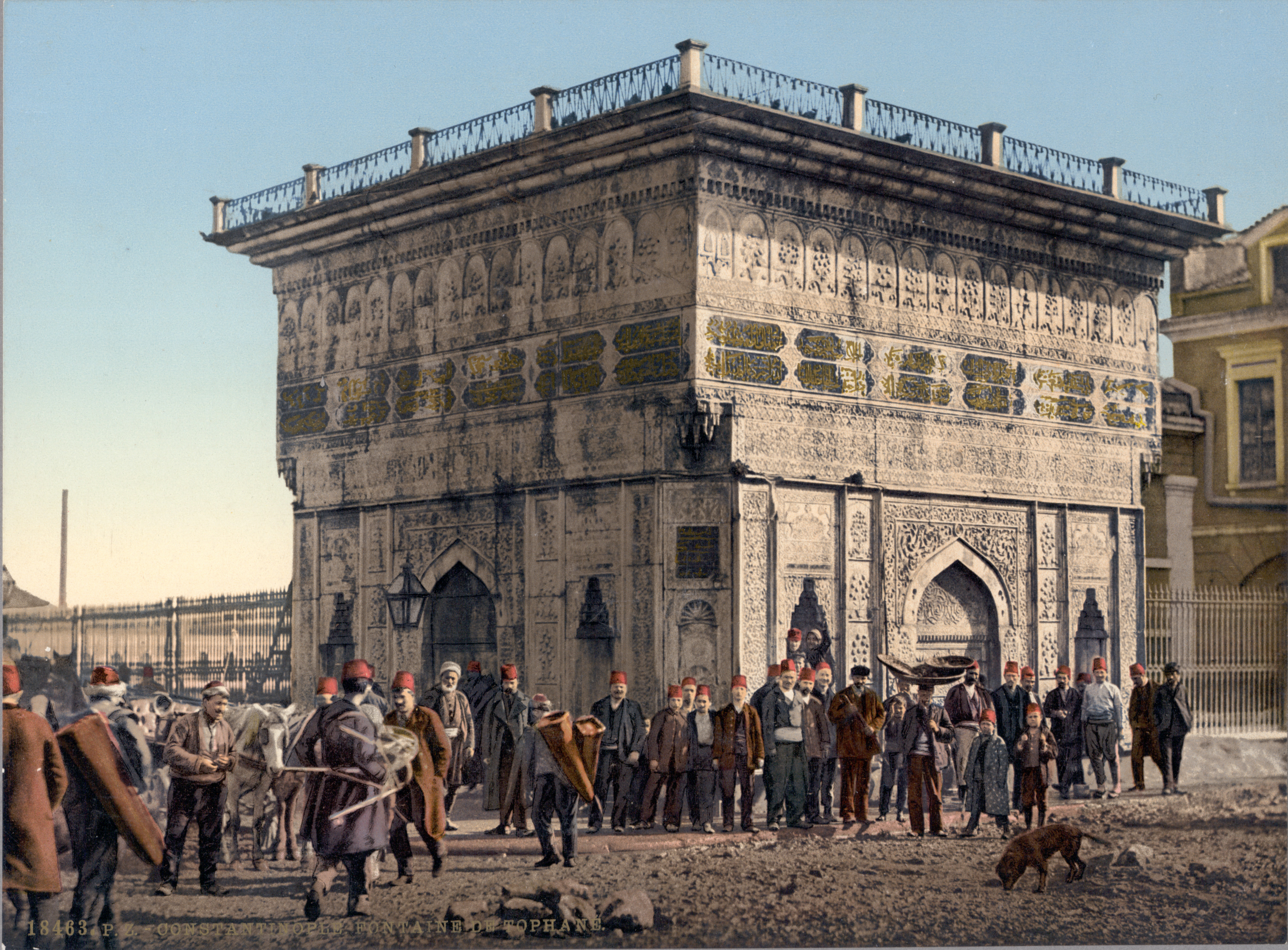
Фонтан Топхане в 1890-1900-е годы.

Фонтан Топхане (тур. Tophane Çeşmesi) — общественный фонтан, возведённый в XVIII веке во время правления османского султана Махмуда I в архитектурном стиле османское рококо. Он расположен на площади Топхане, в стамбульском районе Бейоглу.

## История
Себиль, общественный фонтан для обеспечения питьевой водой путников и ритуальных омовений, начал возводиться по приказу султана Махмуда I (правил в 1730-1754 годах). Он был построен в 1732 году, в эпоху, когда строительству множества фонтанов придавалось большое значение.
Фонтан Топхане находится на площади, которая образуется при пересечении улиц Топхане Искелеси и Неджатибей. Он соседствует с комплексом Кылыча Али-паши на юго-западе, мечетью Нусретие на северо-востоке, мастерскими Топхане на северо-западе и набережной на юго-востоке.
Фонтан пережил две значительные реконструкции. Первая была произведена в 1837 году, в результате которой крыша строения была полностью изменена: из плоской она приобрела форму террасы. Вторая — в 1956-1957 годах, когда она происходила в рамках городских преобразований. Крыша и широкие карнизы были перестроены в соответствии с оригинальными формами, изображёнными на гравюрах.
В 2006 году один из крупнейших турецких конгломератов занялся реконструкцией и очисткой фонтана. В результате, фонтан вновь заработал в качестве источника питьевой воды.

## Архитектура
Фонтан был построен как автономная структура в виде "площадного фонтана" (тур. meydan çeşmesi). Он похож на памятник, но архитектурно интегрирован в комплекс Кылыча Али-паши (построен в 1580 году), расположенный рядом. Он имеет преимущественно квадратную форму в плане. В нижней половине фонтан обладает восьмиугольной структурой, которая превращается в квадратную в верхней половине с помощью сотового свода.
Фонтан был воздвигнут по проекту придворного архитектора Кайсерили Мехмед-аги в архитектурном стиле османское рококо, характерного для Эпохи тюльпанов (1703-1757). Он украшен орнаментом, демонстрирующим переход от классицизма к стилю рококо. Его внешний облик схож с фонтаном Ахмеда III во дворце Топкапы (1729) и фонтаном Ахмеда III в Ускударе (1729).
Ниши фонтана и стрельчатые арки выполнены в османском стиле, карниз же - в стиле барокко. Фонтан украшен 23-каратной золотой фольгой, использовавшейся при реставрации дворца Топхане в 2006 году.
На стеле фонтана расположена надпись, принадлежащая поэту Нахифи и выполненная в арабской каллиграфии.